# Ливорно (провинция)
Ливорно (итал. Provincia di Livorno) — провинция в Италии, в регионе Тоскана.

## География
В состав провинции Ливорно входит Тосканский архипелаг, включающий острова Эльба, Горгона, Капрая, Пьяноса, Монтекристо, Джильо и Джаннутри.

## Административный состав
В провинцию Ливорно входят 20 коммун:
- Биббона
- Кампилья-Мариттима
- Кампо-нелль'Эльба
- Каполивери
- Капрая-Изола
- Кастаньето-Кардуччи
- Чечина
- Коллесальветти
- Ливорно
- Марчана
- Марчана-Марина
- Пьомбино
- Порто-Адзурро
- Портоферрайо
- Рио-Марина
- Рио-нелл'Эльба
- Розиньяно-Мариттимо
- Сан-Винченцо
- Сассетта
- Суверето

## История
Находки археологов свидетельствуют о пребывании людей в этих краях ещё во времена палеолита и неолита.
Поселения в этом регионе известна с этрусских времён. На территории современной коммуны Пьомбино располагался этрусский город Популония.

## Экономика
Промышленность сосредоточена в Ливорно (нефтехимическая), Розиньяно-Солвей (химическая и фармацевтическая) и Пьомбино (металлургическая). В Ливорно также находятся верфи и крупный морской порт, а в Коллезальветти, на канале — грузовой терминал «Америго Веспуччи».
Немалый вклад в экономику провинции приносит туризм. В Ливорно возможен туризм различных видов: курортный (пляжи имеют голубые флаги), культурный, экологический, гастрономический.

## Изображения

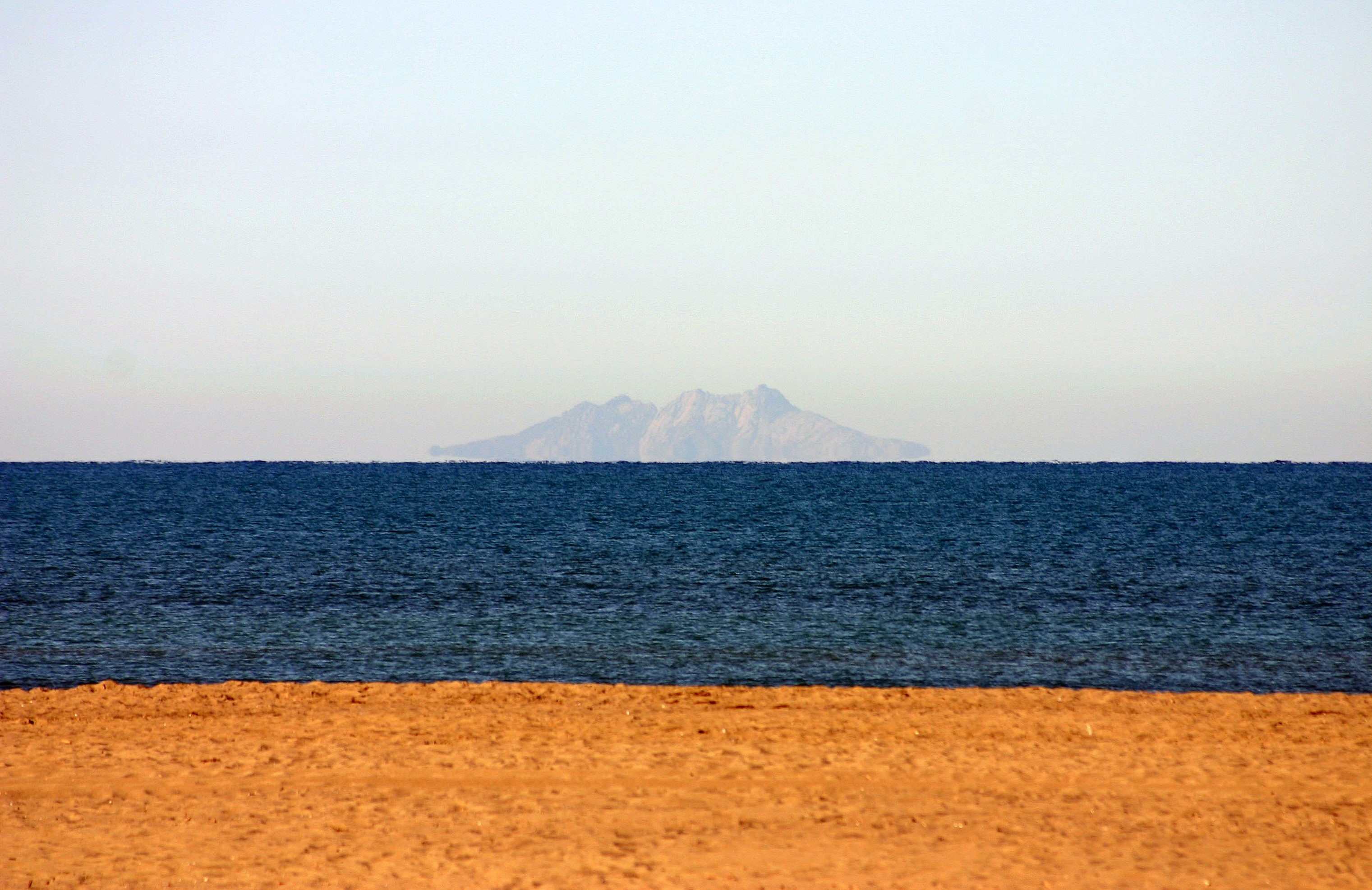
остров Монтекристо
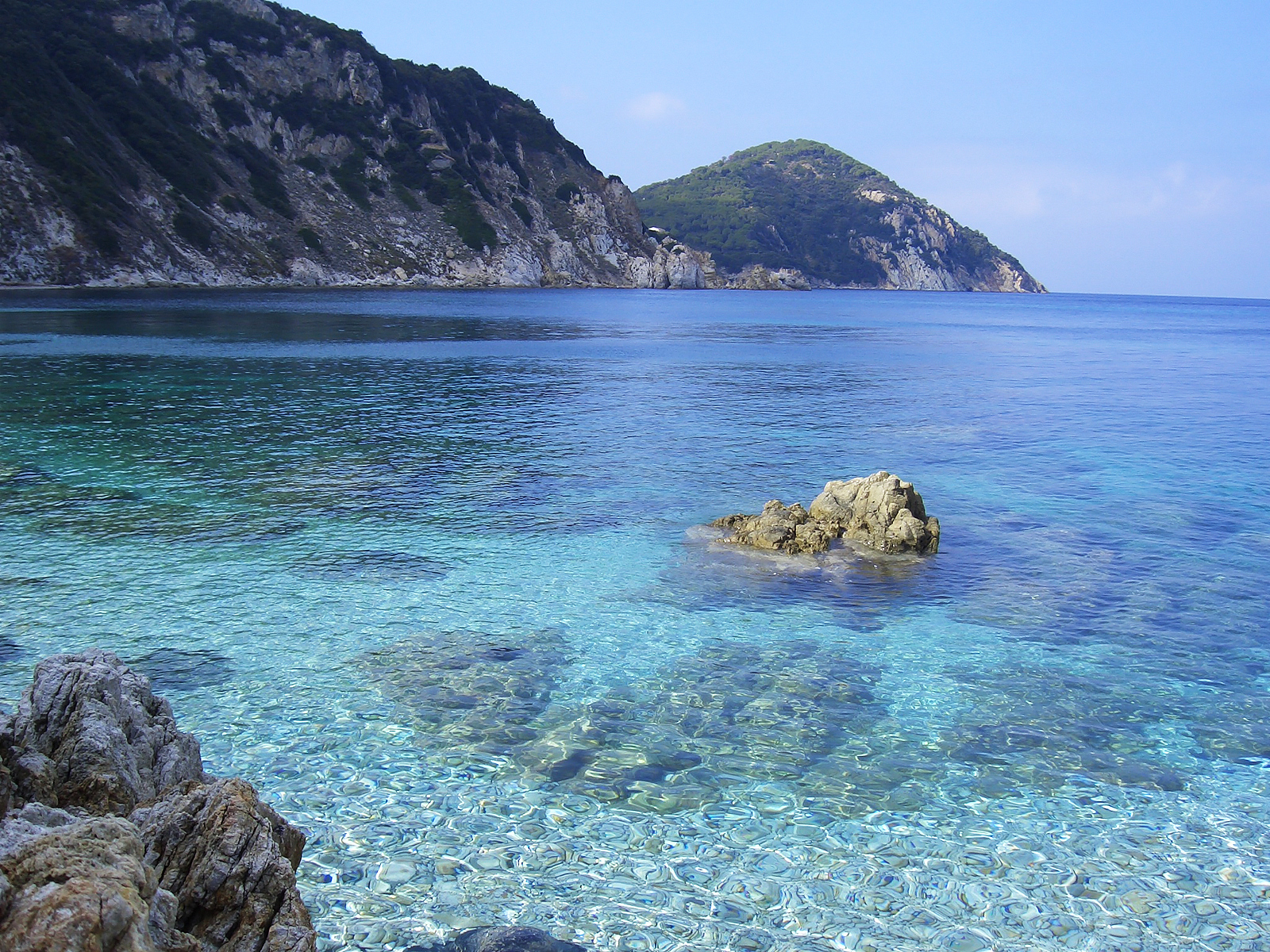
остров Эльба
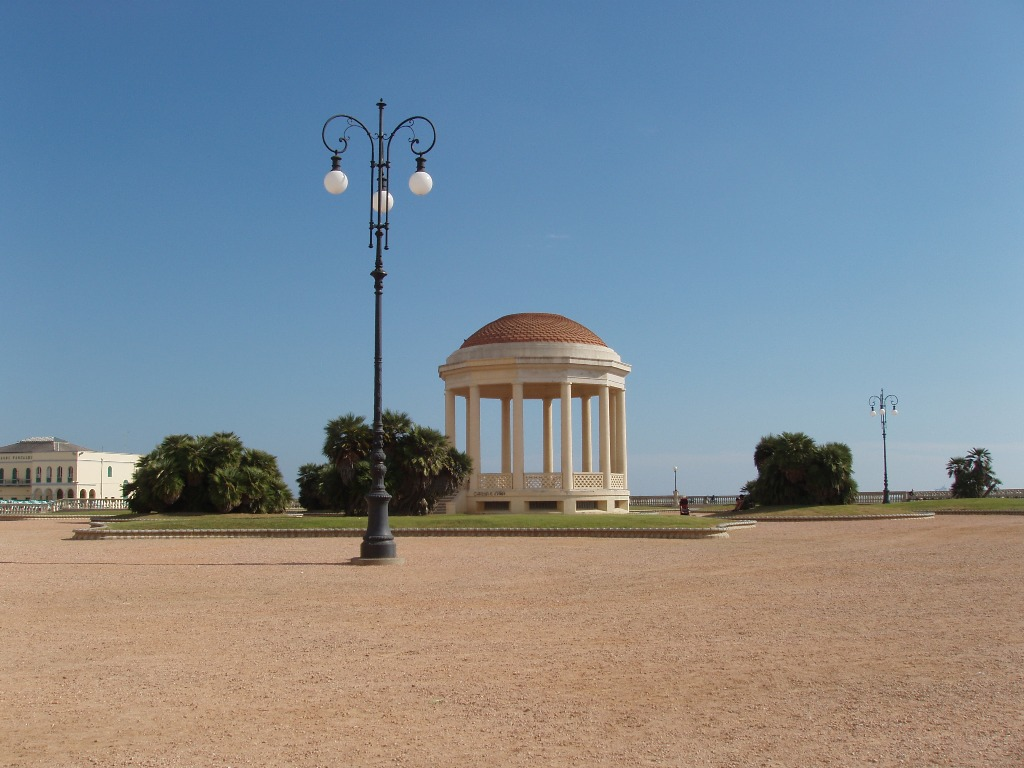
Терраса Масканьи, набережная Ливорно